# Cryptocarya oligocarpa
Cryptocarya oligocarpa là loài thực vật có hoa trong họ Nguyệt quế. Loài này được Merr. miêu tả khoa học đầu tiên năm 1920 publ. 1921.